# Deutsche Eishockey-Meisterschaft 1912
Die deutsche Eishockey-Meisterschaft 1912 war die erste Austragung dieser Titelkämpfe.
Spielberechtigt waren alle Amateurmannschaften des Deutschen Eislauf-Verbandes (DEV). Der Leipziger SC reagierte jedoch nicht auf die Einladung, der Berliner Meister BFC Preussen erschien nicht und auch Akademischer SC Dresden und DHC Hannover meldeten nicht, so dass schließlich nur zwei Mannschaften teilnahmen. Die deutsche Meisterschaft wurde in einem einzigen Spiel entschieden.

## Finalspiel
Das Spiel um die deutsche Meisterschaft fand am 28. Januar 1912 im Berliner Eispalast statt. Nach zwei Mal 20 Minuten stand es unentschieden. Zwei Verlängerungen von jeweils fünf Minuten brachten ebenfalls keine Entscheidung. Schließlich wurde bis zum ersten Treffer gespielt, den Werner Glimm in der 58. Minute erzielte.

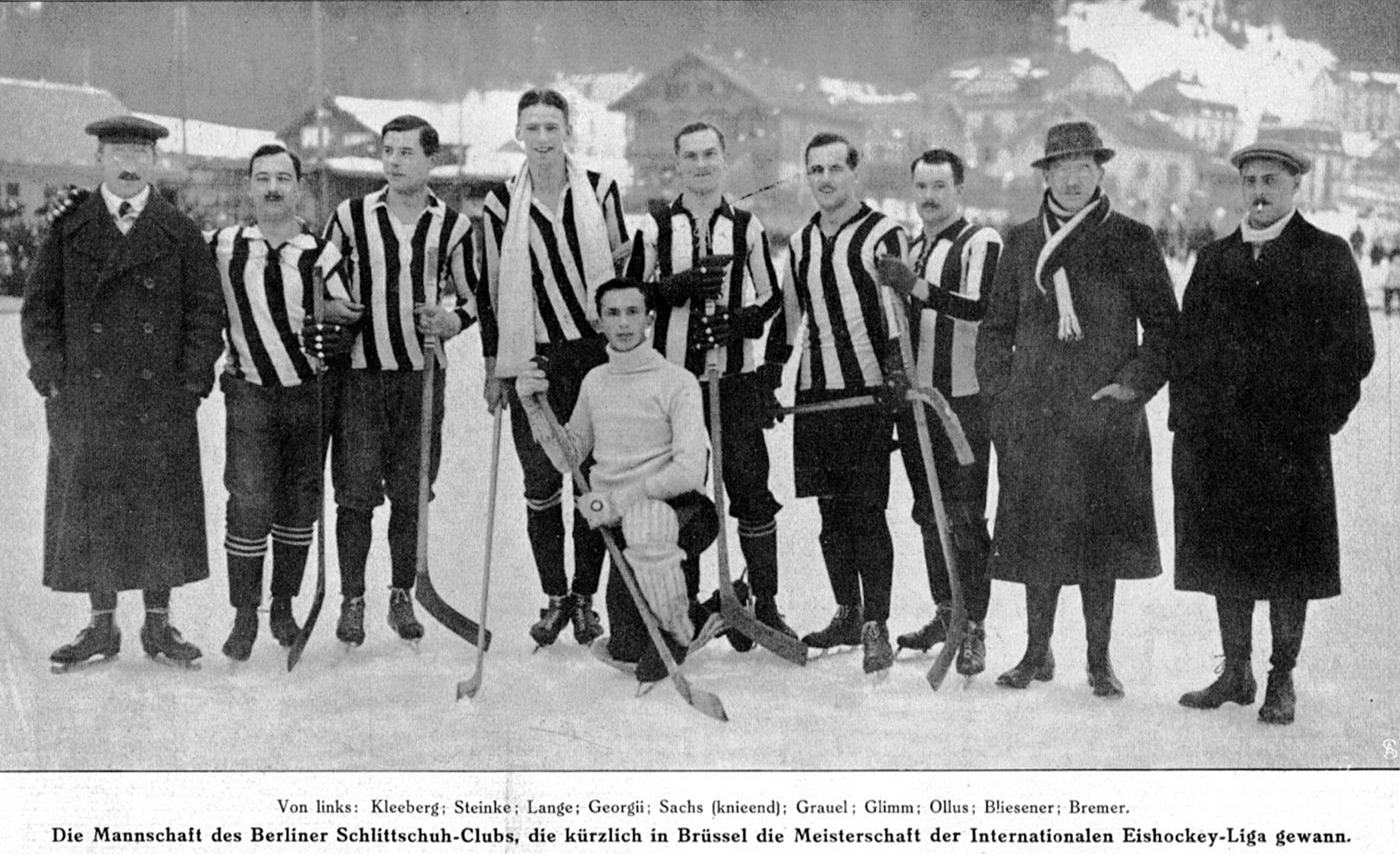
Eishockeymannschaft des Berliner Schlittschuhclub, 1912

| 28. Januar 1912 | Berliner Schlittschuhclub 29. Lange 58. Glimm | 2:1 n.3.V. (0:1, 1:0, 0:0, 0:0, 1:0) | SC Charlottenburg 1902 6. Krokowski | Berliner Eispalast, Berlin |

### Meistermannschaft
Die Mannschaft des Berliner SC bestand aus den Spielern Willi Bliesener, Werner Glimm, Anders Jakob, Alfred Steinke, Bruno Grauel, Carl Lüdecke, Gunther Kutscher, Franz Lange.